# John van Look
John van Look (* 1975/1976) ist ein ehemaliger deutscher American-Football-Spieler.

## Laufbahn
Van Look spielte zunächst Basketball, 1992 begann er bei den Hamburg Hornets mit dem American Football, ab 1995 spielte er bei den Hamburg Blue Devils. Der 1,82 Meter große Linebacker wurde 1996, 2001, 2002 und 2003 mit den Hamburgern deutscher Meister, zudem gewann er mit der Mannschaft 1996, 1997 und 1998 den Eurobowl. Er spielte zunächst bis 2006 bei den Blauen Teufeln. Durch seine Leistungen in Hamburg empfahl er sich für die deutsche Nationalmannschaft, mit der van Look unter anderem 2003 an der Weltmeisterschaft teilnahm, dort den dritten Platz errang, sowie 2001 Europameister wurde.
2007 schloss sich van Look den Kiel Baltic Hurricanes an, mit denen er 2008 und 2009 deutscher Vizemeister wurde. 2010 ging er zu den Hamburg Blue Devils zurück.